# Krishna Das
Krishna Das, nascido Jeffrey Kagel, Nova York, 31 de maio de 1947,  é um cantor norte-americano conhecido por suas performances de música devocional hindu, o kirtan (cantar os nomes de Deus). Já lançou oito álbuns desde 1996. É referido como o "Rockstar de Yoga", mais notavelmente em 2013 no Grammy Awards. 

## Biografia
Krishna Das viajou para a Índia em agosto de 1970 para estudar com o guru Neem Karoli Baba (Maharaj-ji). Desde então tem estudado antigas práticas de meditação indiana, Bhakti Yoga. No hinduísmo é o yoga da devoção. Dedica-se a cantar e ensinar. Lançou vários CDs e viaja pelo mundo ministrando performances e aulas. Nos últimos anos também conduziu workshops em combinação com o professor que conduz a meditação, Sharon Salzberg. Ainda oferece oficinas com professores de yoga Dharma Mittra. 
Krishna Das é, sem dúvida, o mais conhecido cantor norte-americano de Indian-style kirtan música devocional. Outros artistas que trabalham dentro deste gênero são Bhagavan Das, Jai Uttal, Ragani, Sean Johnson e The Wild Lotus Band, Shyamdas, Lokah Música, Wah!, Deva Premal, Girish, Shantala e David Newman.
Gravou inúmeras variações de Hanuman Chalisa, um poema de 40 versos hindi devocional ao Hanuman por Tulsidas (c.1600). Nos últimos anos, também se apresentou e gravou a música gospel tradicional, "Jesus on the Mainline". Sobre isso comentou que leu o Evangelho enquanto esteve na Índia, e declarou: "Tudo soa muito diferente a 10 000 pés." Em resposta às críticas que recebeu por cantar o nome de Jesus, respondeu alegando que seu guru, Neem Karoli Baba, disse certa vez: "Jesus é amor", e que cantar sobre Jesus é o mesmo que cantar o amor. Outras heterodoxias são encontradas em seu álbum Door of Faith (2003), que inclui uma configuração do Chalisa Hanuman que interpola os budistas "Gate of Sweet Nectar", e um cenário da música Gospel God is Real, que combina "Hare Ram".
O estilo musical de Krishna Das é tipicamente ocidental ao utilizar progressões de acordes típicos da música popular ocidental. Os kirtans são construídos a partir de um lento ritmo meditativo para uma catarse de alto ritmo. É comum em suas audiências que se levante e dance durante alguns de seus cânticos Hare Krishna. Os conjuntos os quais Krishna Das realiza, mudam com freqüência. Ele é geralmente acompanhado por um tocador de tabla (Arjun Bruggeman), outras percussões (incluindo pratos, kits de bateria e, ocasionalmente, cowbell e triângulo), cordas (violino, violoncelo ou Genevieve-Walker), ou baixo elétrico (Mark Gorman, Mark Egan ou Patrick Hammond), ou ainda guitarra (David Nichtern). Muitas vezes, é acompanhado em kartals, ou karatalas, pequenos pratos, também conhecidos como manjeera manuseados por Nina Rao.
Krishna Das tem sido associado com muitos outros artistas. Dois de seus álbuns têm caracterizado Hans Christian como um convidado multi-instrumentista. Sting aparece no álbum "Pilgrim Heart".

## Discografia
- 1996: One Track Heart
- 1998: Pilgrim Heart
- 2000: Live... on Earth
- 2001: Breath of the Heart
- 2003: Door of Faith
- 2005: All One
- 2006: Gathering in the Light with Baird Hersey & Prana
- 2007: Flow of Grace: Chanting the Hanuman Chalisa, Sounds True
- 2008: Heart Full of Soul
- 2010: Heart as Wide as the World
- 2012: Live Ananda
- 2014: Kirtan Wallah
- 2015: Laughing at the Moon
- 2017: Trust in the Heart
- 2018: Peace of my Heart